# Spazio (periodico)
Spazio, Rassegna delle Arti e dell'Architettura è una rivista d'arte edita dal 1950 al 1953 a Roma con l'intento di proporre collegamenti fra le diverse forme d'arte (dall'architettura alla scultura, dalla pittura al cinema e al teatro).
Fu fondata dall'architetto romano Luigi Walter Moretti, che non a caso apriva il primo numero  con l'articolo Eclettismo e unità di linguaggio.
Attraverso di essa pubblicò i suoi saggi più importanti: oltre al già citato Eclettismo e unità di linguaggio del 1950, Genesi di forme della figura umana (1950), Forme astratte nella scultura barocca (1950), Colore di Venezia (1950),  Trasfigurazioni di strutture murarie (1951), Discontinuità dello Spazio in Caravaggio (1951), Valori della modanatura, (1951), Strutture e sequenze di spazi (1953).
La rivista, stampata a Milano prima dalla tipografia E. Barigazzi e quindi dalla tipografia Lucini, aveva la sede amministrativa a Roma e uffici a Milano e Parigi. Luigi Moretti ne fu direttore e principale redattore, direttore responsabile era Felicia Abruzzese, collaboratrice dello studio Moretti.
La rivista ebbe una certa continuità dal 1950 al 1953, periodo in cui uscirono i sette numeri che resero celebre la testata tra gli addetti ai lavori. Nei decenni successivi Moretti fece uscire la rivista in maniera sporadica, in un numero del 1957 pubblicò il suo saggio Forma come struttura; nel gennaio febbraio 1959 uscì un numero contenente articoli di Fernand Léger, Alberto Gatti, Giampiero Giani e un'Antologia di Spazio dedicata allo scultore Pietro De Laurentiis, articolo che venne poi estratto e pubblicato - sempre a cura delle edizioni Spazio - come catalogo di una mostra tenutasi quello stesso anno; nell'aprile del 1963 pubblicò  il saggio Strutture di insiemi e, nel 1964, il saggio Significato attuale della dizione architettura. È del luglio del 1968 un numero in cui compare il saggio Capogrossi dedicato al celebre pittore romano.